# Cynanchum leucophellum
Cynanchum leucophellum är en oleanderväxtart som beskrevs av Friedrich Ludwig Diels. Cynanchum leucophellum ingår i släktet Cynanchum och familjen oleanderväxter. Inga underarter finns listade i Catalogue of Life.